# Soyuz TMA-12M
Soyuz TMA-12M foi uma missão espacial humana de um nave Soyuz, lançada em 25 de março de 2014 para a Estação Espacial Internacional. Transportou três membros da Expedição 39  para a estação e foi o 121.º voo de uma nave espacial Soyuz, desde o primeiro lançamento em 1967. A nave permaneceu acoplada à estação também durante a Expedição 40, como um incremento de segurança para servir como veículo de fuga em caso de emergência. 

## Tripulação
| Posição             | Cosmo/Astronauta   |
| ------------------- | ------------------ |
| Comandante          | Alexandr Skvortsov |
| Engenheiro de voo 1 | Oleg Artemyev      |
| Engenheiro de voo 2 | Steven Swanson     |

## Parâmetros da Missão
- Massa: 7.200 kg
- Perigeu: 412 km
- Apogeu: 417 km
- Inclinação: 51,65°
- Período orbital: 92,85 minutos

## Lançamento e acoplagem
Em 13 de março, a ISS aumentou em 2 km a altitude de órbita, graças aos propulsores da nave cargueira Progress M-21M acoplada a ela, para otimizar as condições balísticas de acoplamento da TMA-12M.
O lançamento foi feito às 22:17 UTC de 25 de março (04:17 hora local de 26 de março) da plataforma de lançamento PU-5 do Complexo de Lançamento LC1 "Gagarinskiy Start" (17P32-5) do Cosmódromo de Baikonur, no topo de um foguete Soyuz-FG. A nave deveria acoplar seis horas depois no módulo russo Poisk da estação após realizar quatro órbitas terrestres; entretanto, o terceiro propulsor da Soyuz não entrou em ignição no momento planejado, impedindo a nave de conseguir o empuxo necessário para realizar a viagem num número menor de órbitas e de tempo até a estação – o chamado "voo expresso", feito pela primeira vez pela Soyuz TMA-08M em março de 2013 –  com a acoplagem sendo adiada por dois dias pelo controle de voo em terra. A TMA-12M precisou realizar  as mesmas 34 órbitas necessárias pelos modelos mais antigos para chegar até a ISS.
A acoplagem acabou ocorrendo manualmente às 23:53 UTC de 27 de março, a cerca de 400 km de altitude sobre o sudoeste do Brasil, cinco minutos antes do horário previsto, com as escotilhas entre as duas naves se abrindo às 02:35 UTC de 28 de março. Após a chegada, Swanson, Skvortsov e Artemyev juntaram-se aos demais três astronautas ocupantes da estação, para completar o número total de integrantes da Expedição 39.

## Retorno
Depois de permanecer 166 dias acoplada à ISS, a TMA-12M desacoplou-se às 23:01 UTC de 10 de dezembro iniciando seu retorno à Terra com os três astronautas. Pousou em segurança nas estepes do Cazaquistão às 02:23 UTC de 11 de setembro, sendo recolhida pela equipe de apoio em terra após 169 dias no espaço.

## Galeria

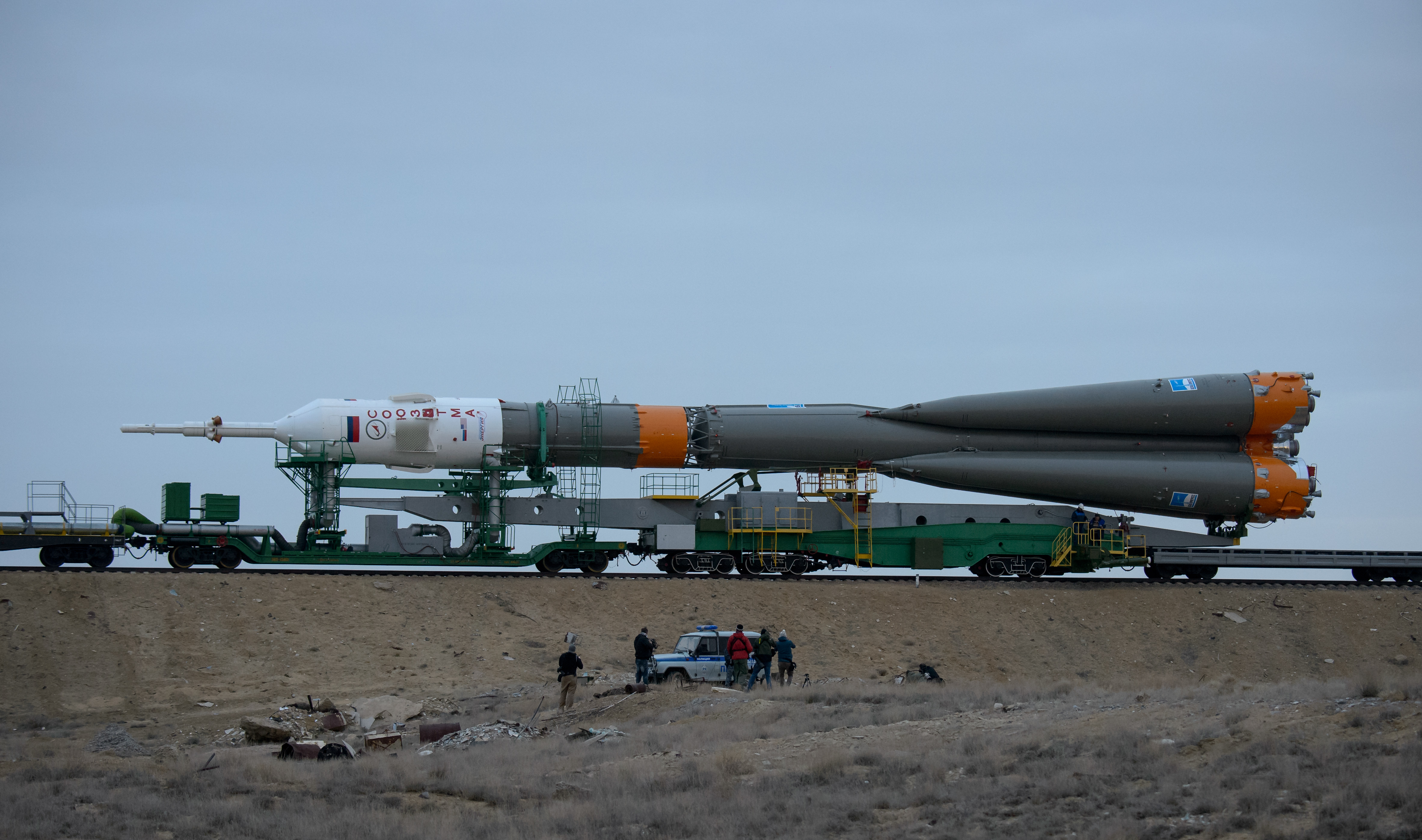
Transportados sobre trilhos, a TMA-12M e o foguete Soyuz-FG seguem para a plataforma de lançamento.
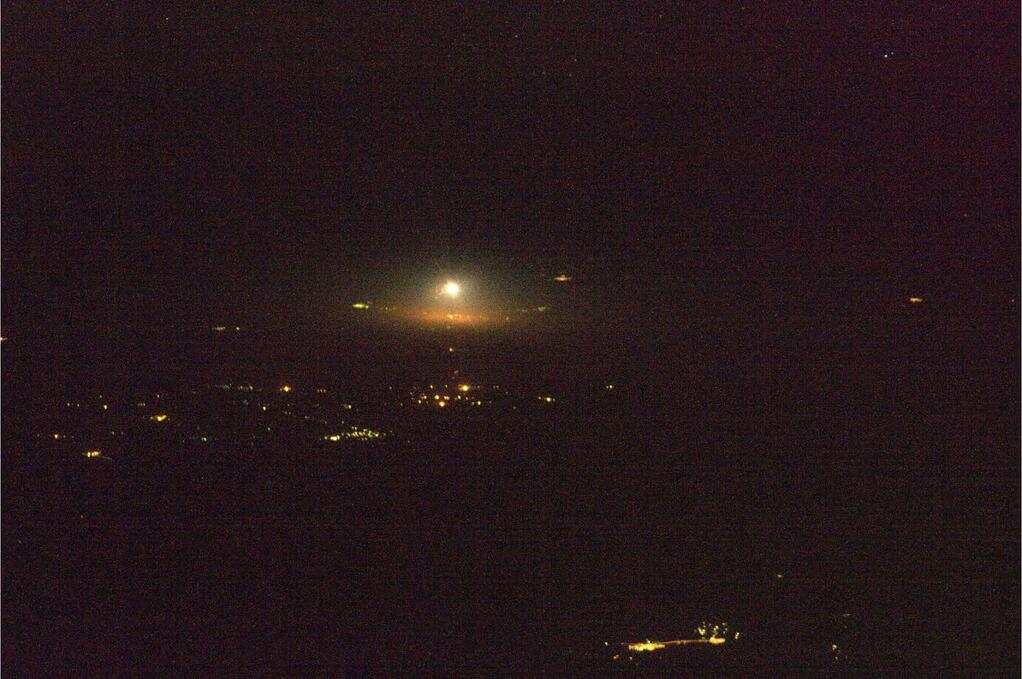
Lançamento visto da ISS.
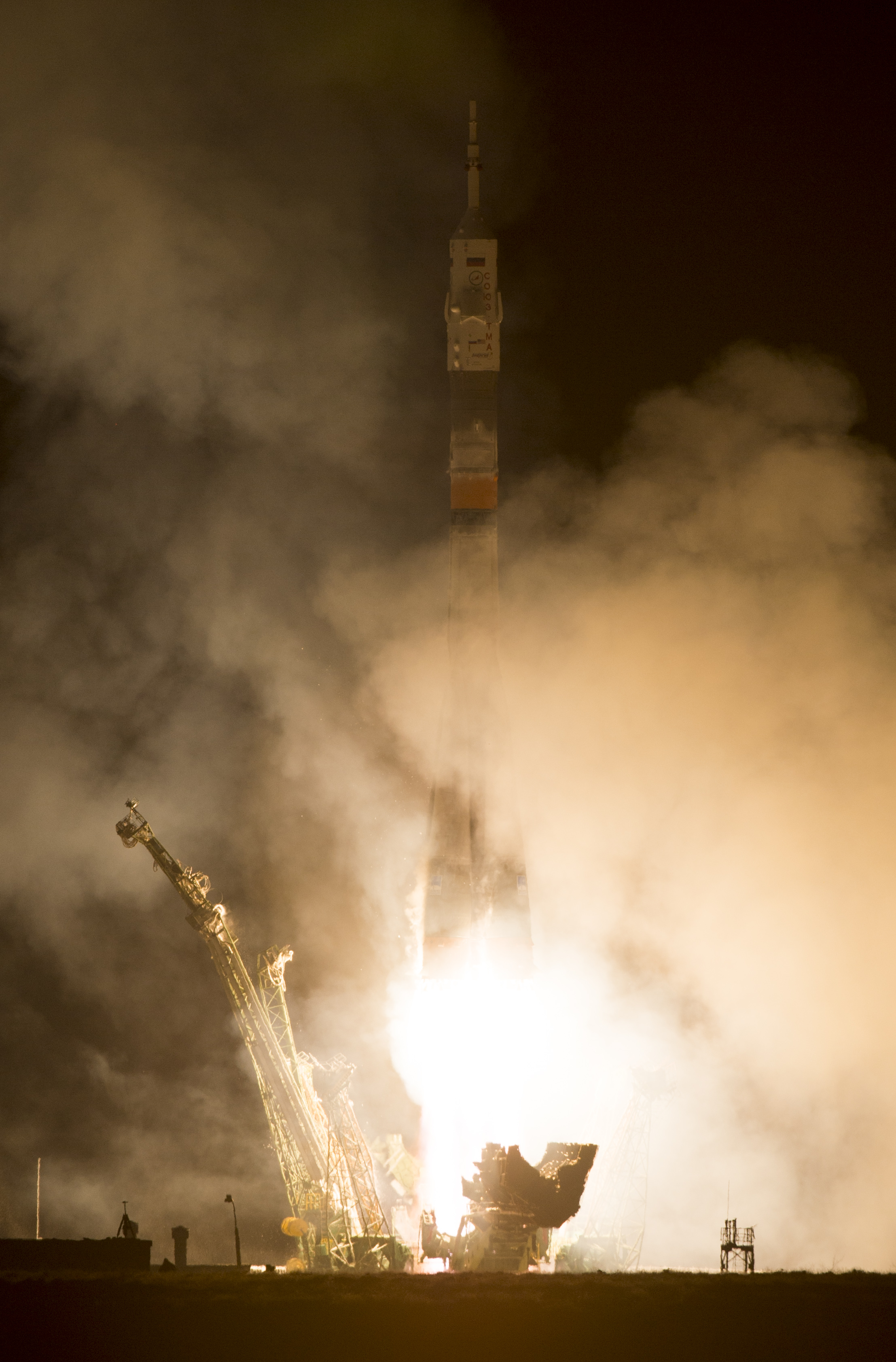
Lançamento no Cosmódromo de Baikonur.
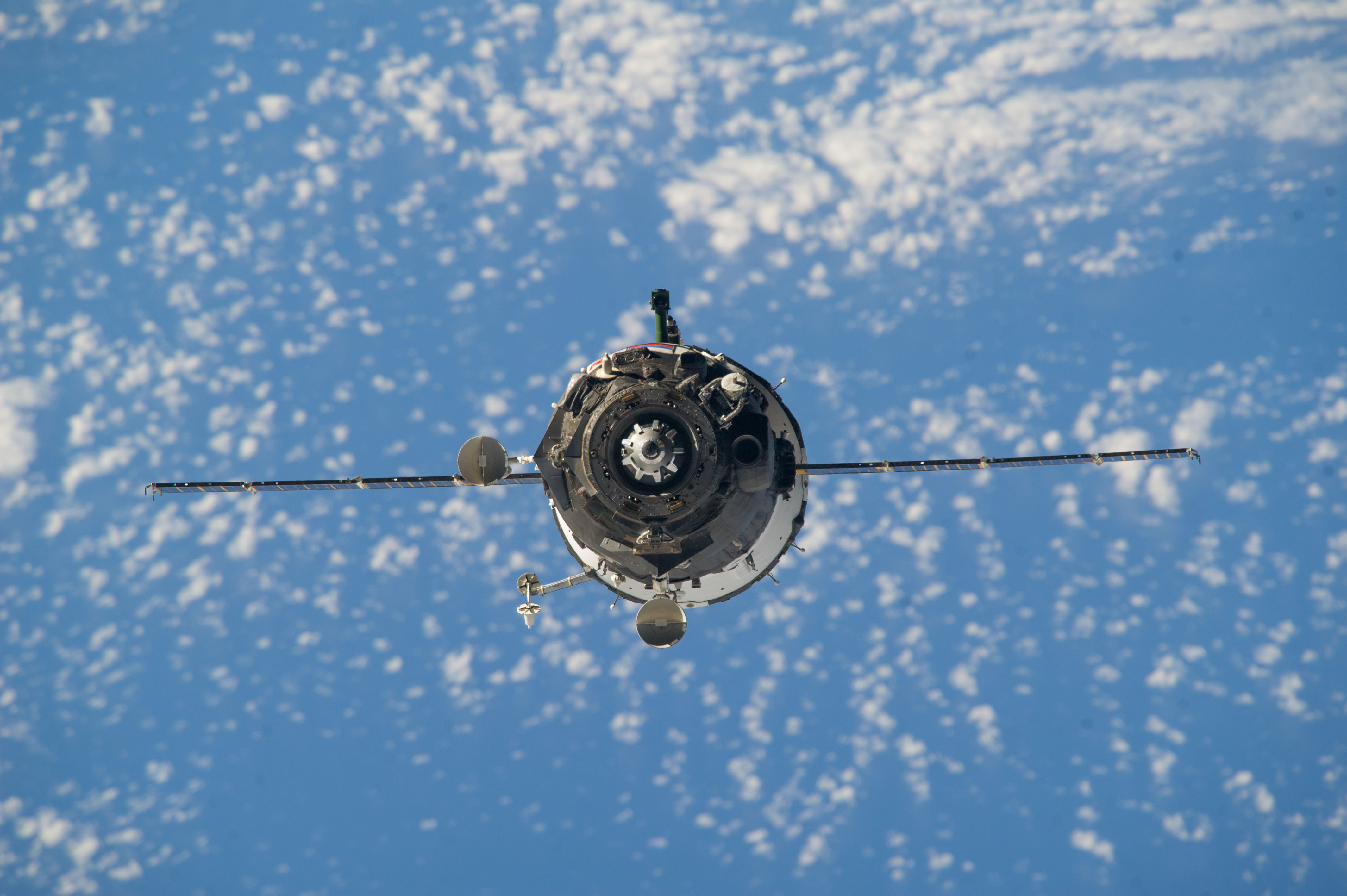
A TMA-12M se aproximando da ISS.
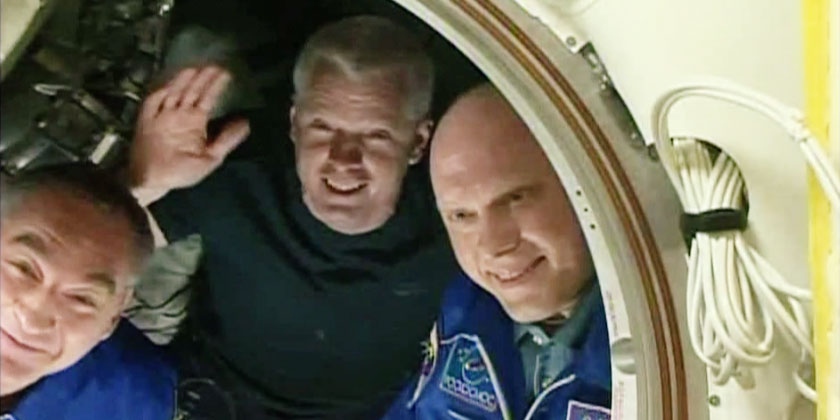
A tripulação da TMA-12M se despede dos companheiros na ISS antes de iniciar a viagem de volta.